# Guettarda roigiana
Guettarda roigiana är en måreväxtart som beskrevs av Attila L. Borhidi och O.Muniz. Guettarda roigiana ingår i släktet Guettarda och familjen måreväxter.
Artens utbredningsområde är Kuba. Inga underarter finns listade i Catalogue of Life.